# Derbi de la provincia de Badajoz
El derbi de la provincia de Badajoz es el partido en el cual se enfrentan dos de los clubes con más historia del fútbol en Extremadura, el Club Deportivo Badajoz y la Asociación Deportiva Mérida. Es la rivalidad entre el principal club de la capital de la provincia, Badajoz, y de la capital de la comunidad autónoma, Mérida.

## Historia

### Orígenes
El primer enfrentamiento oficial documentado entre un equipo de Badajoz y otro de Mérida tuvo lugar el 13 de diciembre de 1925 en el estadio de La Antigua de Mérida. Los contendientes fueron la Sportiva Emeritense y el Sport Club Badajoz con resultado final de dos a cero a favor de los locales.

### Jugadores y entrenadores compartidos
- José Gaspar fue jugador del Mérida en la temporada 2008-09 y volvió en 2019 para jugar hasta el 2022, jugó en el Badajoz en la temporada 2011-12.[3]
- David Copito jugó en el Mérida del 1998 al 2000 y del 2009 al 2010, desde 2012 hasta 2016 jugaría en el Badajoz siendo actualmente el máximo goleador de la historia del club desde su refundación en 2012.[4]
- Joaqui Flores empezó en el Mérida pero en 2016 fichó por el conjunto pacense.[5]
- César Morgado jugó en el equipo romano en la temporada 2015-16 y en 2019 ficharía por el Badajoz donde jugaría hasta 2021.[6]
- José Antonio Pardo militaría en el Mérida de la temporada 2016-17 y en la temporada 2021-22 jugaría en el Badajoz.[7]
- Mehdi Nafti entrenó al Mérida en 2017 y 2018 para posteriormente entrenar al Badajoz de 2018 a 2020.[8]

## Enfrentamientos

### Segunda División
| Temporada | Fecha                   | Equipo local  | Resultado | Equipo visitante | Goles                                |
| --------- | ----------------------- | ------------- | --------- | ---------------- | ------------------------------------ |
| 1992-93   | 3 de enero de 1993      | C. P. Mérida  | 1-0       | C. D. Badajoz    | 85' Aquino                           |
| 1992-93   | 30 de mayo de 1993      | C. D. Badajoz | 1-0       | C. P. Mérida     | 13' Pozo                             |
| 1993-94   | 5 de diciembre de 1993  | C. D. Badajoz | 2-0       | C. P. Mérida     | 45' Mínguez · 83' Altimira           |
| 1993-94   | 10 de abril de 1994     | C. P. Mérida  | 1-1       | C. D. Badajoz    | 51' Pozo · 53' Salguero              |
| 1994-95   | 6 de noviembre de 1994  | C. P. Mérida  | 1-0       | C. D. Badajoz    | 67' Jurić                            |
| 1994-95   | 16 de abril de 1995     | C. D. Badajoz | 0-0       | C. P. Mérida     |                                      |
| 1996-97   | 10 de noviembre de 1996 | C. D. Badajoz | 0-1       | C. P. Mérida     | 78' Canabal                          |
| 1996-97   | 29 de marzo de 1997     | C. P. Mérida  | 2-0       | C. D. Badajoz    | 66' David Pirri · 78' Quique Martín  |
| 1998-99   | 18 de octubre de 1998   | C. D. Badajoz | 0-0       | C. P. Mérida     |                                      |
| 1998-99   | 21 de marzo de 1999     | C. P. Mérida  | 1-0       | C. D. Badajoz    | 18' Barata                           |
| 1999-00   | 17 de octubre de 1999   | C. P. Mérida  | 0-0       | C. D. Badajoz    |                                      |
| 1999-00   | 19 de marzo de 2000     | C. D. Badajoz | 0-3       | C. P. Mérida     | 15' Sena · 74' Idan Tal · 86' Sinval |

Fuente: BDFutbol y BeSoccer.

### Primera Federación
| Temporada | Fecha                   | Equipo local  | Resultado | Equipo visitante | Goles                             |
| --------- | ----------------------- | ------------- | --------- | ---------------- | --------------------------------- |
| 2022-23   | 11 de diciembre de 2022 | A. D. Mérida  | 1-0       | C. D. Badajoz    | 58' Carlos Cinta                  |
| 2022-23   | 4 de marzo de 2023      | C. D. Badajoz | 1-1       | A. D. Mérida     | 42' David Soto · 84' Carlos Cinta |

### Segunda División B
| Temporada | Fecha                    | Equipo local            | Resultado | Equipo visitante | Goles                                                                                        |
| --------- | ------------------------ | ----------------------- | --------- | ---------------- | -------------------------------------------------------------------------------------------- |
| 1980-81   | 19 de octubre de 1980    | Mérida Industrial C. F. | 1-0       | C. D. Badajoz    | 56' Boni                                                                                     |
| 1980-81   | 1 de marzo de 1981       | Mérida Industrial C. F. | 1-1       | C. D. Badajoz    | 37' Juan Carlos · 87' Paco Herrera                                                           |
| 1989-90   | 5 de noviembre de 1989   | C. D. Badajoz           | 2-0       | C. P. Mérida     | 23' Luismi · 84' Escribano                                                                   |
| 1989-90   | 25 de marzo de 1990      | C. P. Mérida            | 1-0       | C. D. Badajoz    | 41' Juan Álvarez                                                                             |
| 1990-91   | 6 de enero de 1991       | C. D. Badajoz           | 0-0       | C. P. Mérida     |                                                                                              |
| 1990-91   | 12 de mayo de 1991       | C. P. Mérida            | 1-1       | C. D. Badajoz    | 58' Macarro · 65' Arteaga                                                                    |
| 2003-04   | 28 de septiembre de 2003 | C. D. Badajoz           | 2-1       | Mérida U. D.     | 68' César Negredo · 91' Mohamed Aloisio · 93' Sergio Cruz                                    |
| 2003-04   | 15 de febrero de 2004    | Mérida U. D.            | 0-1       | C. D. Badajoz    | 68' Sergio Cruz                                                                              |
| 2005-06   | 4 de septiembre de 2005  | C. D. Badajoz           | 0-1       | Mérida U. D.     | 29' Dopico                                                                                   |
| 2005-06   | 29 de enero de 2006      | Mérida U. D.            | 0-0       | C. D. Badajoz    |                                                                                              |
| 2017-18   | 8 de octubre de 2017     | A. D. Mérida            | 3-0       | C. D. Badajoz    | 12', 26' Hugo Díaz · 82' Santi Villa                                                         |
| 2017-18   | 25 de febrero de 2018    | C. D. Badajoz           | 4-2       | A. D. Mérida     | 3' Jesús Muñoz · 37', 42' Guzmán Casaseca · 49' Álex Rubio · 68' Javi Gómez · 70' Iván Pérez |
| 2019-20   | 27 de octubre de 2019    | C. D. Badajoz           | 1-1       | A. D. Mérida     | 63' Álex Jiménez · 89' César Morgado                                                         |
| 2020-21   | 13 de diciembre de 2020  | A. D. Mérida            | 1-0       | C. D. Badajoz    | 57' Dani García                                                                              |
| 2020-21   | 14 de marzo de 2021      | C. D. Badajoz           | 1-0       | A. D. Mérida     | 26' Álex Corredera                                                                           |

Nota: El encuentro de la segunda vuelta de la temporada 2019-20 se suspendió debido a la Pandemia de COVID-19.

### Tercera División
| Temporada | Fecha                   | Equipo local            | Resultado | Equipo visitante        |
| --------- | ----------------------- | ----------------------- | --------- | ----------------------- |
| 1943-44   | 14 de noviembre de 1943 | S. D. Emeritense        | 1-4       | C. D. Badajoz           |
| 1943-44   | 23 de enero de 1944     | C. D. Badajoz           | 4-1       | S. D. Emeritense        |
| 1944-45   | 5 de noviembre de 1944  | S. D. Emeritense        | 1-2       | C. D. Badajoz           |
| 1944-45   | 14 de enero de 1945     | C. D. Badajoz           | 3-1       | S. D. Emeritense        |
| 1945-46   | 4 de noviembre de 1945  | S. D. Emeritense        | 1-2       | C. D. Badajoz           |
| 1945-46   | 6 de enero de 1946      | C. D. Badajoz           | 4-0       | S. D. Emeritense        |
| 1946-47   | 27 de octubre de 1946   | S. D. Emeritense        | 3-3       | C. D. Badajoz           |
| 1946-47   | 29 de diciembre de 1946 | C. D. Badajoz           | 5-0       | S. D. Emeritense        |
| 1949-50   | 11 de diciembre de 1949 | C. D. Badajoz           | 4-1       | S. D. Emeritense        |
| 1949-50   | 9 de abril de 1950      | S. D. Emeritense        | 3-1       | C. D. Badajoz           |
| 1950-51   | 15 de octubre de 1950   | S. D. Emeritense        | 2-2       | C. D. Badajoz           |
| 1950-51   | 4 de febrero de 1951    | C. D. Badajoz           | 2-0       | S. D. Emeritense        |
| 1951-52   | 28 de octubre de 1951   | S. D. Emeritense        | 3-1       | C. D. Badajoz           |
| 1951-52   | 17 de febrero de 1952   | C. D. Badajoz           | 1-1       | S. D. Emeritense        |
| 1952-53   | 11 de enero de 1953     | C. D. Badajoz           | 4-0       | S. D. Emeritense        |
| 1952-53   | 3 de mayo de 1953       | S. D. Emeritense        | 3-2       | C. D. Badajoz           |
| 1960-61   | 18 de diciembre de 1960 | S. D. Emeritense        | 0-2       | C. D. Badajoz           |
| 1960-61   | 14 de abril de 1961     | C. D. Badajoz           | 2-0       | S. D. Emeritense        |
| 1962-63   | 23 de diciembre de 1962 | S. D. Emeritense        | 2-1       | C. D. Badajoz           |
| 1962-63   | 7 de abril de 1963      | C. D. Badajoz           | 2-1       | S. D. Emeritense        |
| 1963-64   | 29 de diciembre de 1963 | S. D. Emeritense        | 0-0       | C. D. Badajoz           |
| 1963-64   | 26 de abril de 1964     | C. D. Badajoz           | 2-0       | S. D. Emeritense        |
| 1964-65   | 4 de octubre de 1964    | C. D. Badajoz           | 5-1       | S. D. Emeritense        |
| 1964-65   | 24 de enero de 1965     | S. D. Emeritense        | 0-0       | C. D. Badajoz           |
| 1966-67   | 23 de octubre de 1966   | C. D. Badajoz           | 7-0       | Mérida Industrial C. F. |
| 1966-67   | 19 de febrero de 1967   | Mérida Industrial C. F. | 1-2       | C. D. Badajoz           |
| 1968-69   | 6 de octubre de 1968    | C. D. Badajoz           | 1-1       | Mérida Industrial C. F. |
| 1968-69   | 2 de marzo de 1969      | Mérida Industrial C. F. | 2-0       | C. D. Badajoz           |
| 1969-70   | 11 de enero de 1970     | Mérida Industrial C. F. | 1-1       | C. D. Badajoz           |
| 1969-70   | 7 de junio de 1970      | C. D. Badajoz           | 2-0       | Mérida Industrial C. F. |
| 1970-71   | 4 de octubre de 1970    | C. D. Badajoz           | 2-0       | Mérida Industrial C. F. |
| 1970-71   | 14 de febrero de 1971   | Mérida Industrial C. F. | 1-1       | C. D. Badajoz           |
| 1976-77   | 3 de octubre de 1976    | Mérida Industrial C. F. | 3-2       | C. D. Badajoz           |
| 1976-77   | 13 de febrero de 1977   | C. D. Badajoz           | 1-0       | Mérida Industrial C. F. |
| 1985-86   | 8 de septiembre de 1985 | C. P. Mérida            | 1-1       | C. D. Badajoz           |
| 1985-86   | 19 de enero de 1986     | C. D. Badajoz           | 3-0       | C. P. Mérida            |
| 1986-87   | 30 de noviembre de 1986 | C. D. Badajoz           | 2-0       | C. P. Mérida            |
| 1986-87   | 14 de abril de 1987     | C. P. Mérida            | 1-2       | C. D. Badajoz           |
| 2009-10   | 29 de noviembre de 2009 | Mérida U. D.            | 0-5       | C. D. Badajoz           |
| 2009-10   | 18 de abril de 2010     | C. D. Badajoz           | 2-1       | Mérida U. D.            |
| 2014-15   | 4 de enero de 2015      | C. D. Badajoz           | 0-2       | A. D. Mérida            |
| 2014-15   | 17 de mayo de 2015      | A. D. Mérida            | 2-1       | C. D. Badajoz           |

Fuentes: Fútbol Regional y BeSoccer

### Copa del Rey
| Temporada | Fecha                   | Equipo local            | Resultado | Equipo visitante        | Goles                                                     |
| --------- | ----------------------- | ----------------------- | --------- | ----------------------- | --------------------------------------------------------- |
| 1943-44   | 27 de febrero de 1944   | C. D. Badajoz           | 2-0       | S. D. Emeritense        | 75' Povedano · 80' Maciá                                  |
| 1984-85   | 7 de noviembre de 1984  | Mérida Industrial C. F. | 1-1       | C. D. Badajoz           | 25' Paco Miranda · 48' Maraña                             |
| 1984-85   | 28 de noviembre de 1984 | C. D. Badajoz           | 4-0       | Mérida Industrial C. F. | 17', 35' Alegre · 80' Andrés Pizarro · 88' Paco Herrera   |
| 1997-98   | 9 de octubre de 1997    | C. D. Badajoz           | 0-0       | C.P. Mérida             |                                                           |
| 1997-98   | 29 de octubre de 1997   | C.P. Mérida             | 3-0       | C. D. Badajoz           | 6' Manuel Ruano · 38' Iván Gabrich · 60' Manuel Momparlet |

### Copa Federación
| Temporada | Fecha               | Equipo local  | Resultado | Equipo visitante | Goles                                                           |
| --------- | ------------------- | ------------- | --------- | ---------------- | --------------------------------------------------------------- |
| 2015-16   | 6 de enero de 2016  | A. D. Mérida  | 6-0       | C. D. Badajoz    | 2', 31', 35' Pedro Conde · 12', 24' Joaqui · 88' Jesús González |
| 2015-16   | 20 de enero de 2016 | C. D. Badajoz | 2-2       | A. D. Mérida     | 2', 7' Aitor García · 36', 65' Kike Carreño ·                   |

## Balance de enfrentamientos
En esta tabla se resumen todos los encuentros disputados entre ambos equipos desde Tercera División en adelante junto con la Copa del Rey y la Copa Federación.
| Competición        | P.J. | Ganó BAD | P.E. | Ganó MER | Goles BAD | Goles MER |
| ------------------ | ---- | -------- | ---- | -------- | --------- | --------- |
| Segunda División   | 12   | 2        | 4    | 6        | 4         | 10        |
| Primera Federación | 2    | 0        | 1    | 1        | 1         | 2         |
| Segunda División B | 15   | 5        | 5    | 5        | 13        | 12        |
| Tercera División   | 42   | 25       | 9    | 8        | 93        | 41        |
| Copa del Rey       | 5    | 2        | 2    | 1        | 7         | 4         |
| Copa Federación    | 2    | 0        | 1    | 1        | 2         | 8         |
| Total              | 78   | 34       | 22   | 22       | 120       | 77        |

Los enfrentamientos solo entre el actual C. D. Badajoz y la actual A. D. Mérida son:
| Competición        | P.J. | Ganó BAD | P.E. | Ganó MER | Goles BAD | Goles MER |
| ------------------ | ---- | -------- | ---- | -------- | --------- | --------- |
| Primera Federación | 2    | 0        | 1    | 1        | 1         | 2         |
| Segunda División B | 5    | 2        | 1    | 2        | 6         | 7         |
| Tercera División   | 2    | 0        | 0    | 2        | 1         | 4         |
| Copa Federación    | 2    | 0        | 1    | 1        | 2         | 8         |
| Total              | 11   | 2        | 3    | 6        | 10        | 21        |